# Electronice flexibile (produse)

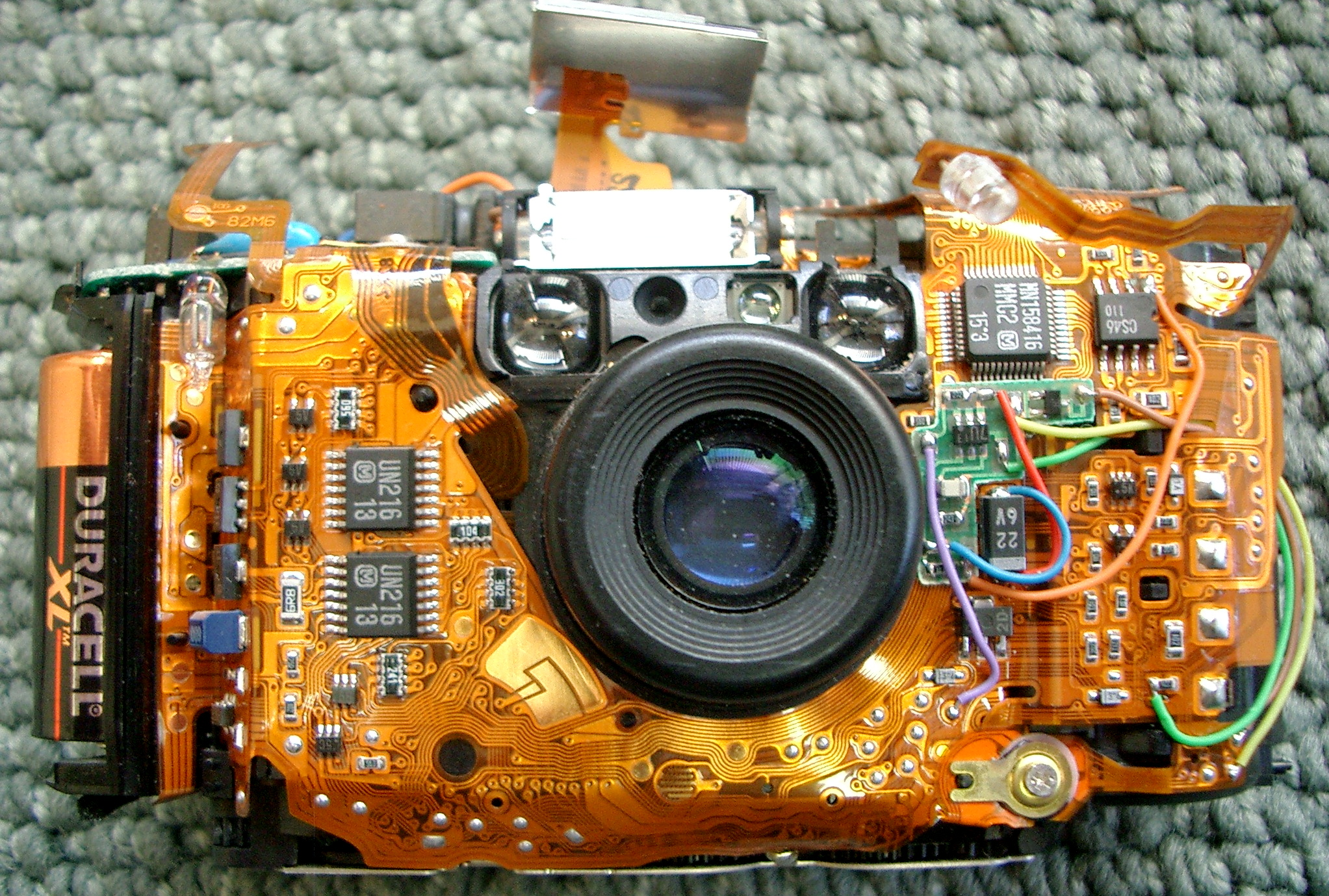
Cameră foto Olympus Stylus fără carcasă, la care se poate vedea montajul electronic flexibil.

Datorită progresului extraordinar în dezvoltarea de noi materiale și tehnologii, o nouă categorie de produse electronice a apărut: electronicele flexibile. Exemple de electronice flexibile: televizoare pe baza de OLEDs, corpuri de iluminat OLED, celule solare care se îndoaie, se fac role, obiecte de identificat tip RFID, senzori, etc.
Suportul acestor electronice poate fi din plastic, hârtie sau metal. Metoda de fabricare cea mai des menționată a acestei clase de electronice este similare cu tipări«»rea ziarelor, numai că, în loc de cerneală, se folosesc materiale pentru fabricat tranzistori și alte componente - precursori pentru circuite integrate cum ar fi aur, cupru, aluminiu, oxizi pentru semiconductori și dielectrici, polimeri, etc. Fabricarea "roll-to-roll" este încă departe de producția în masă, însă este cea care promite în perspectivă mari beneficii prin prisma costului redus și a randamentului mare de producție.
În deceniul 2000 - 2010 au apărut multe companii și centre de cercetare care se ocupă cu cercetarea și dezvoltarea produselor electronice flexibile, cum ar fi Holst Center1 și Philips în Olanda, Fraunhoffer Institute în Germania, 3M în SUA și  multe companii în Asia.